# Чикаревка
Чикаревка — село в Жердевском районе Тамбовской области России. 
Административный центр Вязовского сельсовета.

## География
Расположено на реке Савала, 12 км к северо-востоку от райцентра, города Жердевка, и в 80 км по прямой к югу от центра города Тамбова.

## Население
| 2002 | 2010 |
| ---- | ---- |
| 536  | ↘519 |

Согласно результатам переписи 2002 года, в национальной структуре населения русские составляли 95 % от жителей.